# Жакмар, Нели
Нели́ Жакма́р, также Жакмар-Андре (фр. Nélie Jacquemart, Jacquemart-André; 25 июля 1841, Париж — 15 мая 1912, там же) — французская художница, коллекционер искусства и меценат, основательница музея Жакмар-Андре в Париже.

## Биография и творчество
Корнелия (Нели) Жакмар родилась 25 июля 1841 года в Париже, в небогатой семье. С ранних лет ей покровительствовала Памела де Ватри, богатая владелица аббатства Шали. Благодаря ей Нели смогла получить образование, поступив в парижскую Школу изящных искусств, где её учителем стал Леон Конье.
В 1863 году Нели дебютировала в Парижском Салоне с двумя жанровыми сценами. Она также писала религиозные картины для парижских церквей, но постепенно основной её специализацией стал портретный жанр. Художнице заказывали портреты многие известные люди, в том числе президент Тьер. Некоторые её работы позднее будут представлены на Всемирной выставке 1878 года.
В 1872 году Нели написала портрет банкира и коллекционера искусства Эдуара Андре. Через девять лет, в 1881 году, она вышла за него замуж и поселилась вместе с супругом в его особняке на бульваре Осман. Писать картины Нели после замужества перестала, но по её инициативе супруги много путешествовали, в том числе в Италию, и приобретали многочисленные произведения искусства, в первую очередь работы итальянских живописцев (в том числе Мантеньи, Беллини, Боттичелли, Карпаччо, Учелло и пр.). Постепенно их особняк превратился в своего рода музей, где в каждом помещении было представлено искусство определённого периода (с преобладанием XVIII века).
Эдуар Андре умер в 1894, завещав всё своё имущество Нели. После его смерти она продолжила путешествовать, пополняя их общую коллекцию, и в 1902 году вернулась во Францию, где приобрела аббатство Шали, чтобы разместить там собранные супругами предметы искусства.
Нели Жакмар-Андре умерла в 1912 году. Всю принадлежавшую ей недвижимость и произведения искусства она завещала Институту Франции с условием сделать её парижский особняк и аббатство Шали доступными широкой публике, что и было выполнено в 1913 году. В настоящее время в особняке находится музей Жакмар-Андре, а в аббатстве — его филиал.